# Mesechthistatus fujisanus
Mesechthistatus fujisanus là một loài bọ cánh cứng trong họ Cerambycidae.